# La Madeleinegrottan

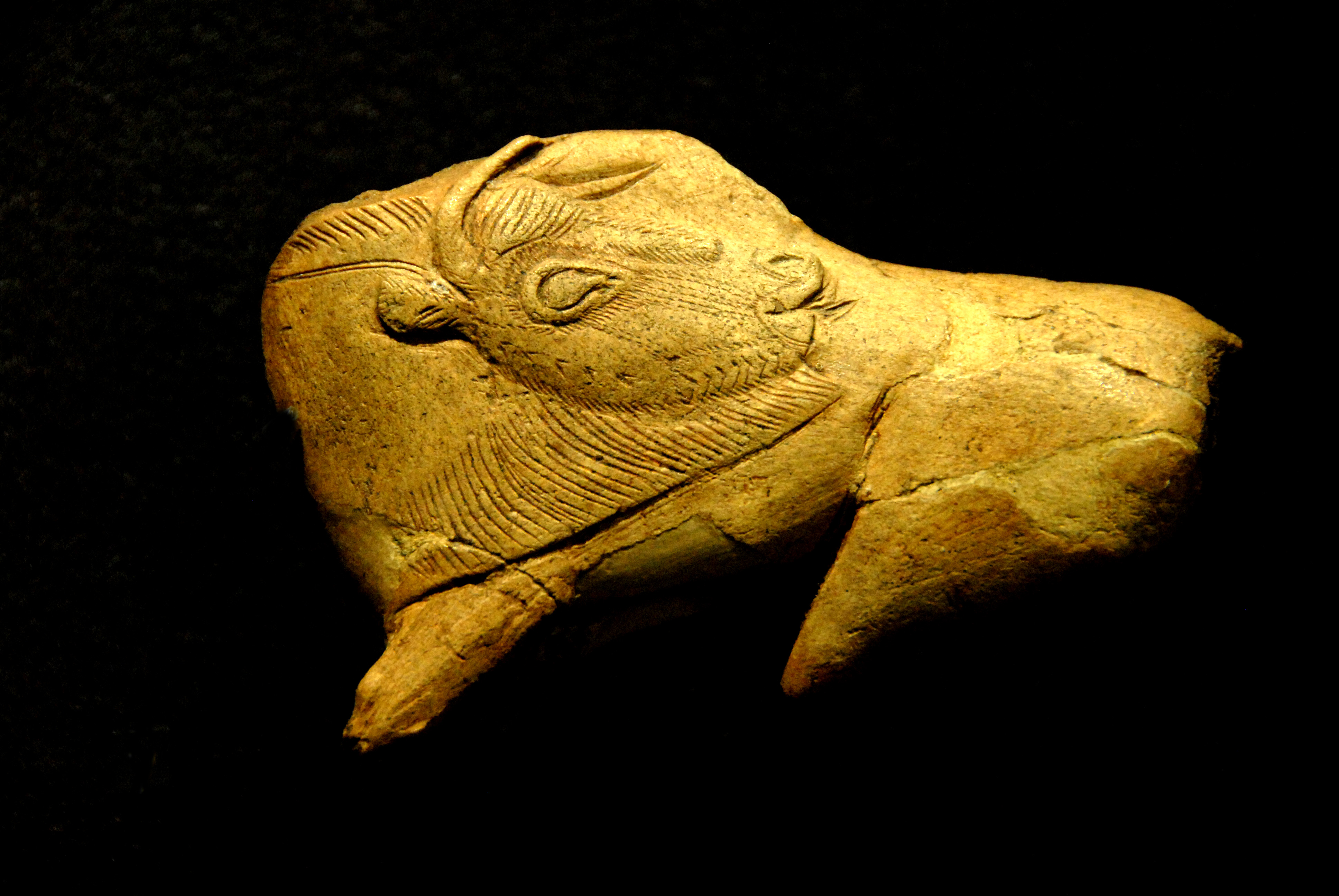
Bison som slickar ett insektsbett, 10 centimeter, funnen i La Madeleinegrottan.

La Madeleinegrottan är en grotta eller egentligen ett abris, klippöverhäng, i kommunen Tursac, departementet Dordogne, Frankrike. Grottan har namngett Magdalénienkulturen.
1863 kom Édouard Lartet till Vézèredalen och slottet i Les Eyzies, dit han inbjudits av Henry Christy, för att där söka rätt på  de stenåldersboplatser han anade fanns i närheten. 1864 påträffades fynden i La Madeleine, ett lågt liggande abri i en utlöpare av en bergklint, som sträcker sig ut i vattensjuk mark vid en flodkrök. Christy avled redan samma år, och Lartet 1871, så deras resultat kom att publiceras först 1875, men kom likafullt att revolutionera kunskapen om den tidiga människan.